# About.me
about.me是一个个人名片服务，由Ryan Freitas， Tony Conrad和Tim Young在2009年10月共同创办。该网站给注册用户提供一个简单的平台连接多个流行的社交网站和相关的外部网站，如Google+，Twitter，Facebook，LinkedIn，Flickr，YouTube，Tumblr等。它的特点是只有单页的用户档案页面，可以上传个人照片作为背景图片和编写简短的个人传记。
2010年12月20日，网站向公众推出之后仅4天，about.me就被AOL收购。在接受记者采访时联合创始人Tony Conrad说about.me被卖了130万美元。2013年2月5日，Tony Conrad已从AOL买回about.me，但是没有透露具体的价格。

## 同类网站
flavors.me